# Oxytropis cretacea
Oxytropis cretacea är en ärtväxtart som beskrevs av Nina Alexandrovna Basilevskaja. Oxytropis cretacea ingår i släktet klovedlar, och familjen ärtväxter. Inga underarter finns listade i Catalogue of Life.